# Анатра Артур Антонович
Артур Антонович Анатра (рос. Артур Антонович Анатра; нар. 1878, Одеса, Херсонська губернія, Російська імперія — пом. 1942, Ла-Гаренн-Коломб, Франція) — одеський підприємець, мільйонер, один із засновників Одеського аероклубу (ОАК) (найпершого в Україні), засновник та власник авіаційного заводу «Анатра». Видавав в Одесі ілюстрований журнал «Зоря авіації».

## Життєпис

### Перші роки
Народився 29 грудня 1878 в Одесі в сім'ї Антоніо Анжеловича Анатри, що належала до купців-переселенців італійського походження, чия діяльність багато в чому сприяла розвитку Одеси і залишила яскравий слід в її історії. Його дід, Анжело Анатра, заповзятливий сицилійський моряк, спочатку будував човни і перевозив товари та пасажирів між берегом і суднами в Одеському порту 1830-х («човнярі»), з часом став купцем-негоціантом і домовласником, організував компанію портових вантажників («дрягелів») і суднове агентство, займався громадською діяльністю і благодійністю.
Антоніо Анатра (батько Артура) і його брати — Анжело, Йосип і Варфоломій — продовжили справу, розпочату їх батьком.
У 1875 заснована торгово-промислова фірма «Брати Анатра», яка складалася із експортного дому, борошномельного млина та пароплавства, що стало одним з найбільших приватних Чорноморських пароплавств. Фірма спеціалізувалася на транспортуванні хлібних вантажів, здійснюючи перевезення від Запоріжжя і Вознесенська до Одеси (успішно конкуруючи в цьому з судами РТПіТу), а також на виробництві та експорті зернопродуктів. В Одеському державному архіві зберігається свідоцтво «Про почесне громадянство», яке містить інформацію щодо високого статусу сім'ї Анатра:
| Одеський купець 1-ї гільдії Антоній Анжелів Анатра представленими актами довів право на спадкове почесне громадянство. Вважати А. А. Анатра з його дружиною Марією Кузьмівною, дітьми — Артуром і Генріхом, дочками Валентиною-Кармелою і Юлією-Марією такими, що належать до почесних громадян. Всемилостивіше наказуємо користуватися, як йому, так і його потомству, усіма правами і перевагами, Маніфестом дарованими.— Олександр III, 8 серпня 1891 |

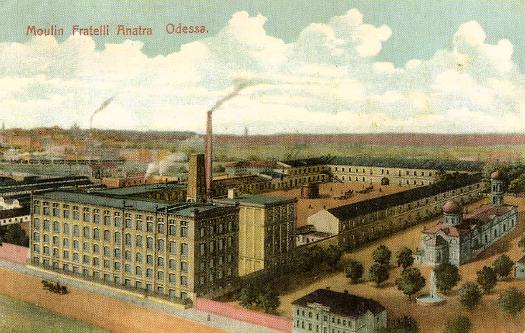
Паровий млин фірми «Брати Анатра» (не зберігся), вул. Чорноморського козацтва, поруч з церквою Казанської ікони Божої Матері

Закінчивши 3-тю гімназію Одеси, Артур Анатра навчався на фізико-математичному факультеті Імператорського Новоросійського університету, в архіві якого зберігся документ, підписаний його Ректором:
| Маю честь просити фізико-математичний факультет про перепровадження до мене особистих документів та диплома про закінчення курсу Артура Анатра, обраного факультетом на посаду понадштатного лаборанта по кафедрі технічної хімії — без утримання.— У наступні роки, не пориваючи зв'язку з університетом, був активним членом Товариства сприяння академічного життя Одеського університету. |

## Кар'єра

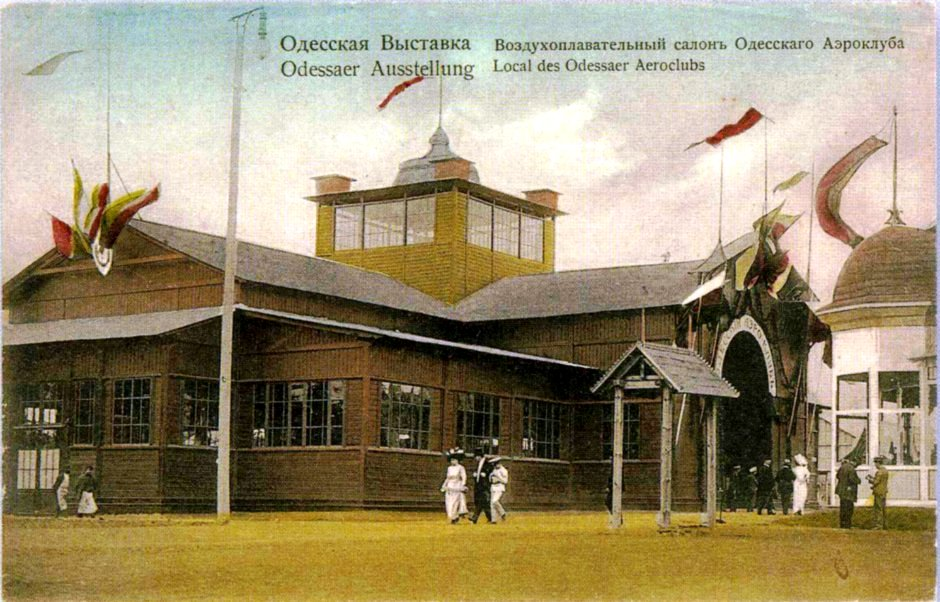
Салон повітроплавання Одеської виставки, 1910

Підтримував багато новацій, що характеризували життя Одеси початку ХХ століття. При його фінансовому сприянні в Одесі на вулиці Гаванній, 13 був відкритий перший у місті стаціонарний кінотеатр «Мулен-руж».
У 1907 узяв участь в одніх з перших на території Російської імперії автомобільних перегонах, організованих також за його фінансової підтримки. Перегони проходили з Одеси до Миколаєва за участю 28 автомобілів. Про інтерес Артура до автомобілів свідчить і той факт, що літня резиденція Одеського автомобільного товариства розташовувалася при відділенні заводу «Анатра» на вулиці Леонтовича, 17.
Зацікавившись повітроплаванням, Артур Анатра стає одним з засновників Одеського аероклубу (ОАК), який був заснований у березні 1908, а потім і його президентом (1910—1918), змінивши на цій посаді барона Олександра Каульбарса. На свої кошти він відряджає за кордон пілота клубу Бартоломео Катанео з метою придбання для ОАК два аероплани «Блеріо».
8 (21) березня 1910 на біговому полі Одеського іподрому відбулися перші показові польоти Михайла Єфімова, який повернувся до Одеси після закінчення авіашколи в Мурмелоні-ле-Гран. В присутності великої кількості глядачів (близько 100 000) він здіймався в небо п'ять разів. Третій політ був здійснений з першим пасажиром — президентом ОАК Артуром Антоновичем Анатрою, який одразу після приземлення сказав репортерам:
| Я звик до повітряних куль, але на аероплані відчув абсолютно нове почуття — гордість за людину, яка здобула перемогу над повітряною стихією. Важко передати, який захват охопив мене, коли ми відірвалися від землі і плавно понеслися туди, куди хотів авіатор. |

Хоча політ тривав всього чотири хвилини, він все ж вирішив придбати аероплан для особистого користування. На одеській виставці 1910, одним з найцікавіших відділів був відділ повітроплавання, організований аероклубом. Головою експертної комісії з повітроплавного відділу був Артур Антонович Анатра.

### Одеська Авіашкола

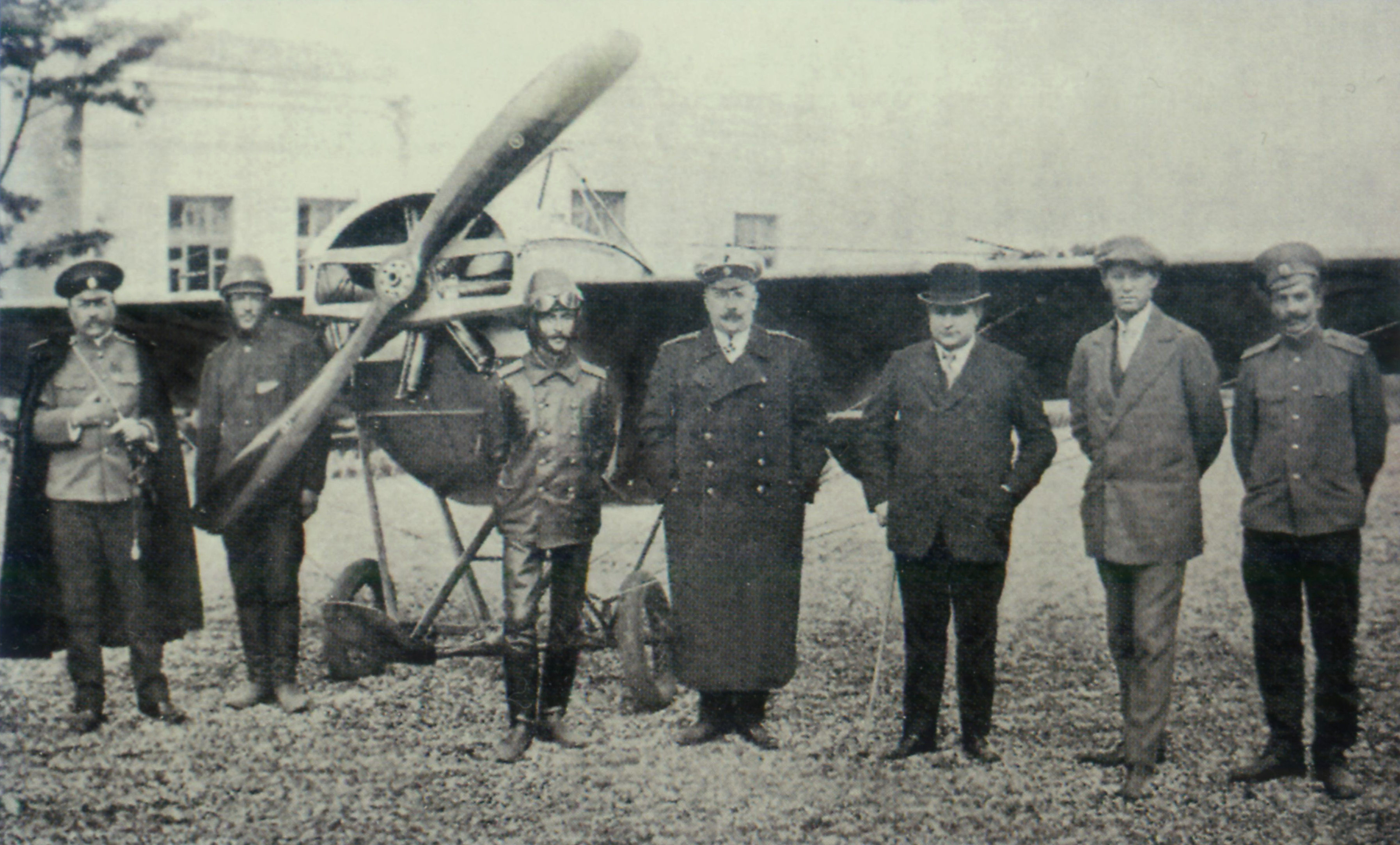
На фоні «Ньюпора» стоять (зліва направо): завідуючий воздухоплавним парком ОАК Х. Ф. Стаматьєв, механік С. Дорогий, шт.-кап. Д. Г. Андреаді (під час його перельоту Севастополь — Петербург), одеський градоначальник І. В. Сосновський, А. А. Анатра, секретар ОАК К. Л. Маковецький, шт.-кап. Г. М. Греков. Одеса, Стрільбищне поле, червень 1912 г.

15 червня 1910 за ініціативою Артура Анатри, яка була підтримана Командувачем військами Одеського Військового округу генерал-ад'ютантом Миколою Зарубаєвим, при Одеському аероклубі відкритий військово-авіаційний клас з безкоштовною формою навчання. Для його облаштування Артур Анатра, який займав також посаду Віце-президента Новоросійського товариства заохочення кіннозаводства, надав іподром цього товариства і подарував аероплан «Луї Блеріо». Поблизу бігового кола та трибун був встановлений ангар. Начальником військово-авіаційного класу став завідувач повітроплавальним парком Аероклубу, помічник командувача Одеським морським батальйоном підполковник Х. Ф. Стаматьєв.
У 1911 авіаційний клас був перетворений на авіашколу, при якій було відкрито відділення з платною формою навчання для цивільних осіб. В офіційному Звіті про діяльність Одеського аероклубу 1911 року за підписом Артура Анатри було сказано:
| Чудово усвідомлюючи всю величезну важливість завдання навчання офіцерів літати, Одеський аероклуб постарався поставити свою школу якнайширше і якнайкраще забезпечити її всім необхідним. |

До початку 1916 школа, що отримала ім'я Великого князя Олександра Михайловича, налічувала близько 100 курсантів з відповідним числом викладацького складу і розташовувалася біля Стрільбіщного поля (з 1960-х частина терену одеського Південно-Західного житлового масиву «Черьомушки»). Йшло будівництво нових корпусів, розрахованих на 200 учнів. У програмі навчання авіашколи, спрямованої в УВВФ 1 грудня 1916 року, значилися такі елементи пілотажу: ковзання, крутий віраж, переставлення, штопор, мертва петля та бій у повітрі.
З 1916 починає видавати журнал «Зоря авіації» під редакцією І. Радецького, який підписувався: «І. М. Радецький, почесний секретар Школи авіації в Одесі». Журнал виходив з 1916 до початку 1917

### Авіабудування

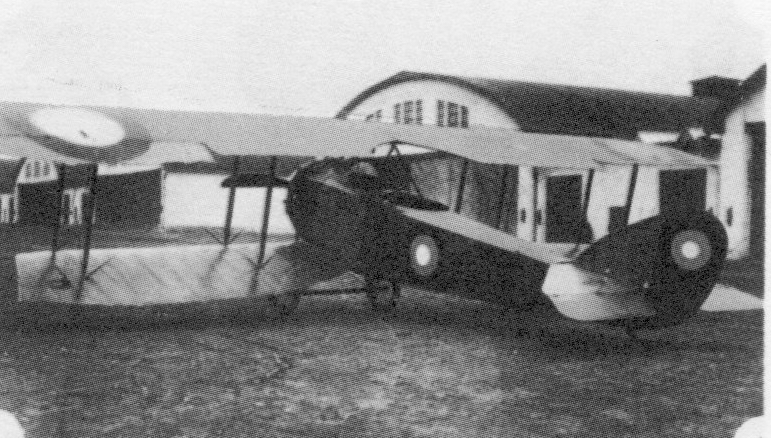
Літак «Анатра Анасаль» у роки Першої світової війни

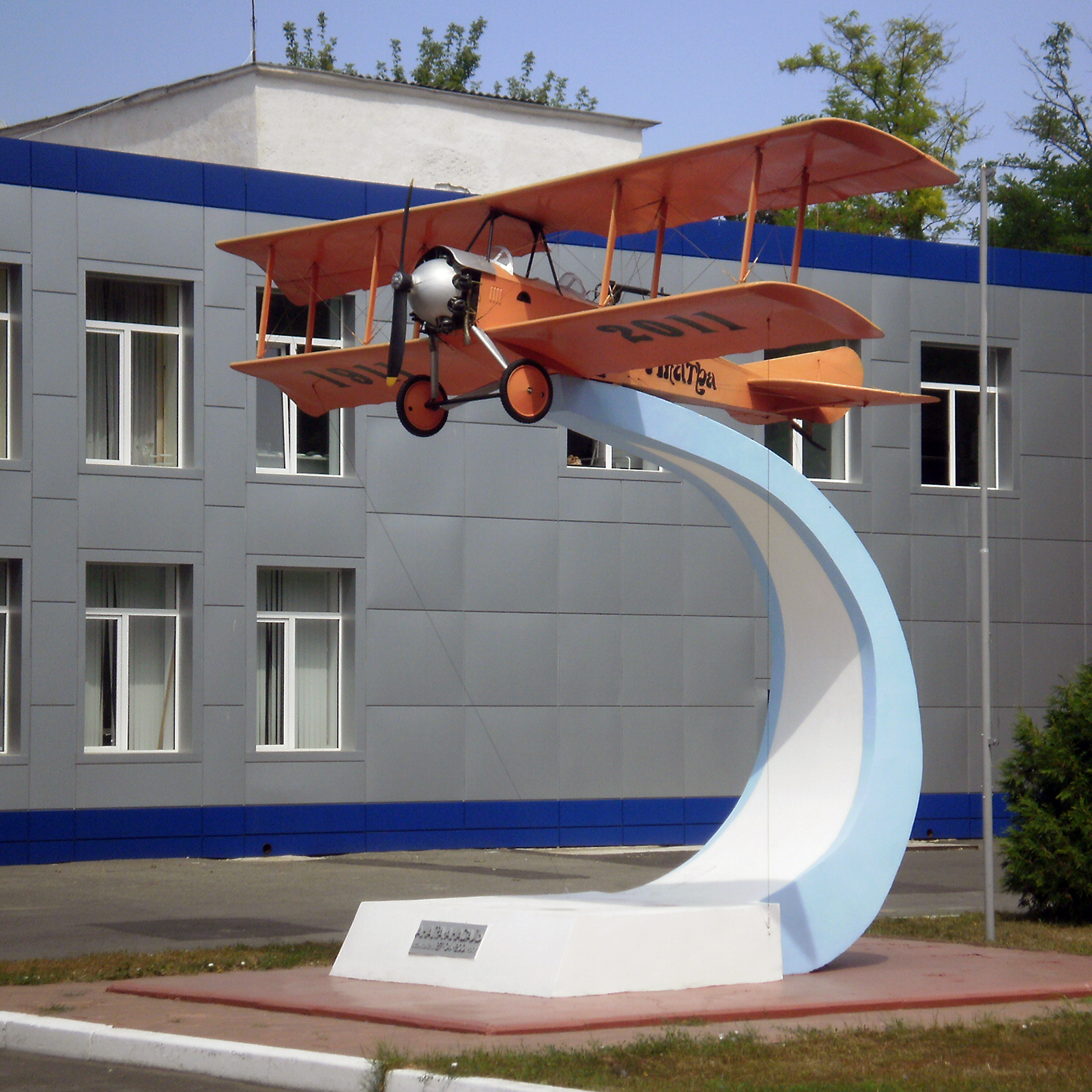
Макет 1:2 літака «Анатра Анасаль» на терені «Одесавіаремсервісу», встановлений в 2001

У 1911 на базі авіаремонтних майстерень ОАК був заснований Одеській авіабудівний завод А. Анатри.
10 червня 1913 завод отримав замовлення на 5 літаків «Фарман-IV», яке через 5 місяців успішно виконав. Саме на літаку цього типу Артур Анатра вперше в історії української авіації виконав політ як пасажир.
Протягом наступних чотирьох років завод випускав літаки «Фарман», «Nieuport», «Вуазен» і «Morane-Saulnier» за французькими зразками. Паралельно, з 1915 почалося виробництво власних літаків: «Анатра Анаде», «Анатра ВІ», «Анатра Д», «Анатра Анасаль». Останній був найуспішнішою моделлю, яка вдало проявила себе у першій світовій війні. На початку 1917 завод виробляв до 100 літаків на місяць.
У 1914 купив у Сімферопольської міської управи терен біля річки Слов'янки, де побудував ще один авіазавод, який у 1918 був вивезений німецькими військами. Район біля терену заводу і досі називається «Анатра».
У 1919 емігрував до Франції, де він і помер 1 січня 1942.
За радянських часів завод в Одесі відновили, він називався «Одеський авіаремонтний завод 7». На сьогодні завод працює як Державне підприємство Міністерства оборони України «Одесавіаремсервіс».